# Vapiano
Vapiano je německý řetězec restaurací s italským jídlem. První pobočka byla otevřena v roce 2002 v německém městě Hamburk. Od té doby bylo otevřeno více než 180 provozen v 31 zemích. V současné době (červenec 2017) se provozovny nacházejí např. v USA, Mexiku, Brazílii, Spojeném království, Polsku, Švýcarsku, Rakousku, Saúdské Arábii, Číně, Austrálii a v dalších státech. V roce 2017 navíc společnost vstoupila do České republiky.

## Koncept restaurací
Restaurace Vapiano jsou samoobslužné. Při vstupu dostane zákazník čipovou kartu, na kterou se načítá, co si objedná. Při odchodu odevzdá kartu a zaplatí. K přípravě jídla slouží několik pultů, přičemž každý je specializovaný na určitý druh pokrmů (např. Pasta, Pizza, Dezerty a káva atd.) Poté, co si objedná připraví kuchař, nazývaný Vapianista objednané jídlo přímo před zákazníkem. Zakazník pak může s kuchařem komunikovat a společně doladit jídlo podle své chuti.
K usazení slouží dubové stoly, posadit se lze na pohovkách či klasických židlích. Na stolech stojí lahvičky s olejem či parmezánem a truhlíky s bylinkami (bazalka, tymián atd.), které si zákazník může otrhat a jídlo si s nimi doladit.
Restaurace jsou oblíbené především u mladých lidí, studentů a lidí pracujících v kancelářích ve velkých městech.

## Restaurace Vapiano

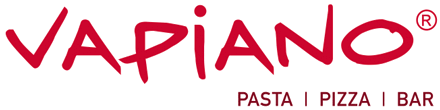
Logo společnosti

Restaurace Vapiano se nacházejí po celém světě, především ale v Německu, Rakousku či Švýcarsku. Celkem provozuje asi 180 provozoven ve více než 30 zemích. Restaurace se zpravidla nacházejí na ulici, a to především v Německu, v ostatních zemích se restaurace nachází především v nákupních centrech.

### Restaurace v Česku
- Praha, OC Quadrio
- Praha, Centrum Chodov
- Praha, Na Příkopě - OC Myslbek

Zařízení v Quadriu navrhl italský architekt a designér Matteo Thun. S řetězcem spolupracuje dlouhodobě a je za pobočkou ve Vídni.